# قسطنطين هيرينغ
قسطنطين هيرينغ (بالألمانية: Constantin Hering)‏ (و. 1800 – 1880 م) هو عالم نبات، وطبيب تجانسي من ألمانيا . ولد في اشاتس .
توفي في فيلادلفيا، بنسيلفانيا ، عن عمر يناهز 80 عاماً.